# هارولد لاروود
هارولد لاروود (انگلیسی: Harold Larwood؛ ۱۴ نوامبر ۱۹۰۴ – ۲۲ ژوئیهٔ ۱۹۹۵) یک بازیکن کریکت اهلِ استرالیا بود.